# Sju sovare
För andra betydelse, se Sjusovare (olika betydelser).
Sju sovare, sjusovardagen eller sju sovares dag infaller 27 juli i svenska almanackan och i romersk-katolsk helgonlängd, medan den firas 4 augusti och 22 oktober i ortodoxa kyrkan. Fram till år 1901 var dagen en helgondag i Sverige. De sju sovarna var enligt en legend sju fromma män som insomnade omkring år 250 under den romerske kejsaren Decius förföljelser mot de kristna och som sedan sov i nästan 200 år. Folkliga traditioner säger att den som sover länge den här dagen kommer att vara trött ett helt år framåt. 

## Legenden om sju sovare
De sju sovarna var enligt en gammal martyrlegend sju kristna män som levde omkring år 250. Enligt en svensk version av legenden, nedtecknad på 1500-talet, levde Maximianus, Malchus, Marcianus, Dionysius, Johannes, Serapyon och Constantinus i Efesos under kejsar Decius tid. Kejsaren lät bygga ett avgudatempel i staden och hotade att döda alla som inte dyrkade i det. De sju männen delade då ut sina ägodelar till de fattiga i staden och gömde sig i en grotta i berget Celion. När kejsaren fick reda på detta murade han igen grottan för att de skulle dö av hunger och törst, men två män skrev ner männens liv och martyrium och lade in skriften mellan stenarna.
Under kejsar Theodosius II styre, efter 372 år (enligt legenden, det är dock knappt 200 år mellan kejsarna Dacius och Theodosius II), bröt murare upp stenarna för grottöppningen för att bygga ett stall, och de sju sovarna vaknade till liv igen. De trodde att de bara sovit en natt, och en av dem, Malchus, skickades ner till staden för att köpa bröd. När han försökte betala med sina hundraåriga mynt blev det stor uppståndelse eftersom männen han köpte brödet av trodde att han funnit en begravd skatt. Han fördes inför biskopen och borgmästaren, där han berättade att han dagen innan flytt för kejsar Decius. Biskopen och borgmästaren följde honom upp till grottan, där de fann brevet mellan stenarna som intygade männens historia. De sände bud efter kejsar Theodosius som reste till Efesos för att själv se miraklet. Efter att de sju sovarna talat med kejsaren lade de sig ner och dog, varefter Theodosius lät resa en förgylld marmorsten på stället och befallde att alla biskopar som inte erkände uppståndelsen skulle avrättas.
Minnet av de sju sovarna högtidlighölls i olika sammanhang genom att det 27 juli var tillåtet för alla att sova länge, men den som sov längst fick en mindre populär arbetsuppgift som straff. Andra folkliga traditioner säger att den som sover länge den här dagen kommer att vara trött ett helt år framåt. Det sägs också att regn på sjusovaredagen betyder regn i sju veckor framåt.
Sju sovares dag, den 27 juli, infördes i svenska almanackan 1680 och fanns där fram till 1901 då den utgick. I en almanacka från 1658 står namnet Märtha på den 27 juli, och 7 Sofvare på den 28 juni en månad tidigare.
Kapitel nummer 18 i Koranen har fått namnet Grottan. Från vers 9 till vers 26 kan man läsa om grottans folk som sov i grottan i över 300 år.

## Sjusovare
De sju sovarna har också givit upphov till begreppet "sjusovare" om en person som sover länge på morgonen. Begreppet sjusovare har dokumenterats så tidigt som 1649 då domkapitlet i Växjö i en skrivelse kritiserar en man vid namn Lundelius som "dhen siusoffwaren och tidzspillaren". Äldsta belägget för ordet i svenska är annars från titeln på en bok om legenden från 1626, Legenda Eller Een lijten Historia Om the Siusoffuare.